# THE GREATEST CLIPS 2014-2017
『THE GREATEST CLIPS 2014-2017』(ザ・グレイテスト・クリップス・2014-2017)は日本のロックバンドDEENの映像作品

## 解説
ビデオ・クリップ集としては『THE GREATEST CLIPS 2008-2013』より、約4年振りとなる。
2014年から2017年に掛けて発表されたシングル、アルバムのビデオ・クリップが収録されている。
メンバーの田川伸治在籍時の最後の映像作品となり、3人体制での映像作品もこれが最後となる。

## 収録曲

### SINGLE CLIPS
1. 君が僕を忘れないように 僕が君をおぼえている
2. 千回恋心!
3. ずっと伝えたかった I love you
4. 記憶の影
5. 遊びにいこう!（KYADEEN）
6. 君へのパレード♪
7. 君へのパレード♪ <Director’s Cut＞

### OTHER CLIPS
1. Hitomi Sorasanaide –English Version-
2. The Loco-Motion
3. ひとりじゃない –SKA Style-
4. サマー・ラバーズ 2016
5. 真夏の夜の夢
6. 風になりたい
7. ひまわり
8. LIP
9. I need my car
10. Sense of Nostalgia

特典映像
DEEN OKINAWA SEASIDE LIVE <SPECIAL EDIT>
TV SPOT <2014-2017>